# Gustave Flourens
Gustave Flourens (ur. 4 sierpnia 1838 w Paryżu - zm. 3 kwietnia 1871 w Rueil-Malmaison) – uczestnik Komuny Paryskiej, nauczyciel i lewicowy dziennikarz.

## Życiorys

### Młodość
Flourens był synem Marie Jeana Flourensa, wykładowcy w Collège de France i deputowanego do Zgromadzenia Narodowego oraz bratem Emile'a Flourensa, późniejszego ministra spraw zagranicznych III Republiki. Po ukończeniu studiów również podjął pracę w Collège de France, którą stracił po publikacji pracy Historia ras ludzkich. Wyłożył w niej swoje poglądy antybonapartystowskie i ateistyczne. Flourens wykazywał również poglądy antysemickie.

### Działalność polityczna
W 1866 wziął udział w powstaniu Kreteńczyków przeciwko Turkom i dosłużył się stopnia kapitana. Został honorowym ambasadorem Krety przy rządzie greckim, który ostatecznie ustąpił pod naciskiem rządu francuskiego i wydalił go z kraju. Flourens po powrocie w 1869 spędził trzy miesiące w więzieniu, po czym Henri Rochefort zatrudnił go w radykalnym dzienniku Marsylianka. Jego wyraziście lewicowe poglądy stały się przyczyną pojedynku z Paulem de Cassagnac, w którym został ciężko ranny. Po aresztowaniu Rocheforta w lutym 1870 uciekł do Holandii, następnie do Wielkiej Brytanii. W sierpniu tego samego roku został in absentia skazany za działalność antypaństwową na 6 lat pozbawienia wolności. 

### Komuna Paryska
Po proklamacji III Republiki Flourens wrócił do Francji i został wybrany przywódcą batalionu Gwardii Narodowej dzielnicy Belleville. Był jednym z liderów powstania 31 października 1870, za co ponownie trafił do więzienia. Uwolniony po powstaniu 18 marca 1871, został obwołany generałem Komuny Paryskiej, którą gorąco popierał i do której został wybrany z ramienia XIX okręgu paryskiego.
W pierwszych dniach kwietnia 1871 Flourens stanął na czele ofensywy przeciwko Wersalczykom, za pomocą której komunardzi mieli nadzieję rozproszyć dopiero gromadzące się siły przeciwnika. Fatalnie zorganizowany wypad z miasta zakończył się otoczeniem oddziału Flourensa i wzięciem wszystkich do niewoli przez oddział kapitana żandarmerii Desmaretsa. Zapytał on, kto dowodził pojmanymi komunardami, a gdy Flourens ujawnił się, natychmiast zabił go ciosem szabli w głowę.
Na jego cześć został nazwany batalion Gwardii Narodowej "Mściciele Flourensa".